# Vireó de Hutton
El vireó de Hutton (Vireo huttoni) és un ocell de la família dels vireònids (Vireonidae).

## Hàbitat i distribució
Habita el bosc caducifoli temperat, bosc de roures, bosc de ribera i matolls des del sud-oest de la Colúmbia Britànica cap al sud, a l'ample de l'oest de Washington, oest d'Oregon i Califòrnia fins al nord-oest de Baixa Califòrnia. Sud de Baixa Califòrnia. Des del centre d'Arizona, sud-oest de Nou Mèxic i oest de Texas, cap al sud, a través de les terres altes de Mèxic fins Guatemala.